# Skellefteå kommun
Skellefteå kommune ligger i landskapet Västerbotten i länet Västerbottens län i Sverige. Kommunens administration ligger i byen Skellefteå.
Skellefteå er den største kystkommune i Sverige med hensyn til areal. Den grænser til Norrbottenskommunerne Piteå og Arvidsjaur samt Västerbottenskommunerne Norsjö, Vindeln, Umeå og Robertsfors. I kommunen ligger det såkaldte Skelleftefeltet med flere miner (kobber, zink, bly, sølv og guld).

## Byer
Skellefteå kommune havde i 2005 20 byer.
Indbyggere pr. 31. december 2005.
| #   | By                              | Indbyggere |
| --- | ------------------------------- | ---------- |
| 1.  | Skellefteå                      | 32.425     |
| 2.  | Ursviken                        | 4.054      |
| 3.  | Skelleftehamn                   | 3.120      |
| 4.  | Bureå                           | 2.345      |
| 5.  | Kåge                            | 2.205      |
| 6.  | Bergsbyn                        | 1.818      |
| 7.  | Byske                           | 1.731      |
| 8.  | Burträsk                        | 1.632      |
| 9.  | Boliden                         | 1.515      |
| 10. | Jörn                            | 877        |
| 11. | Ersmark                         | 865        |
| 12. | Lövånger                        | 779        |
| 13. | Medle                           | 558        |
| 14. | Kusmark                         | 437        |
| 15. | Örviken                         | 411        |
| 16. | Södra Bergsbyn och Stackgrönnan | 406        |
| 17. | Ostvik                          | 392        |
| 18. | Bygdsiljum                      | 370        |
| 19. | Drängsmark                      | 353        |
| 20. | Myckle                          | 343        |

## Geografi
| - Bodaträsket - Burträsket - Bygdeträsket - Falmarksträsket - Storkågeträsket - Ullbergsträsket - Varuträsket | - Finnträsket - Holmsvattsträsket - Lillkågeträsket - Ljusvattnet - Mjödvattnet - Ostträsket - Skråmträsket - Tåmeträsket - Vitsjön | - Åbyälven - Tvärån - Byskeälven - Ålsån - Tvärån - Kågeälven - Klintån - Kusån - Kamsån/Degerträskån | - Skellefte älv - Petikån - Finnforsån - Bjurån - Klintforsån - Bureälven - Tvärån - Lillån - Mångbyån |

## Eksterne kilder og henvisninger
1. ↑  Folkmängd i riket, län och kommuner 30 september 2012 och befolkningsförändringar 1 juli - 30 september 2012. Statistiska centralbyrån (30. september 2012).
2. ↑  Statistiska centralbyrån den 31, december 2005

- Skellefteå kommunes officielle hjemmeside

- Wikimedia Commons har flere filer relateret til Skellefteå kommun

64°45′N 20°57′Ø / 64.750°N 20.950°Ø